# Tuttomondo
Tuttomondo est une œuvre de street art de Keith Haring peinte en 1989 sur l'une des façades de l'église de Sant'Antonio Abate (it) à Pise, en Italie.

## Description
La peinture, qui couvre l'ensemble de la façade, a une longueur de 10 mètres pour une largeur de 18 mètres, soit une surface de 180 mètres carrés.